# Стек (сетевые коммутаторы)
Стек или соединение сетевых коммутаторов в стек — это соединение двух или более управляемых коммутаторов, предназначенное для увеличения числа портов, при этом полученная группа идентифицируется остальными сетевыми устройствами как один логический коммутатор — имеет один IP-адрес, один MAC-адрес.
Обычно стек используется для подключения возрастающего числа сетевых машин в локальной сети. Управление локальной сетью усложняется незначительно, так как администратор сети продолжает управлять одним логическим коммутатором.
По возможности построения стека коммутаторы делятся на стековые (стекируемые) и нестековые. Стековый коммутатор имеет специальные порты (интерфейсы) для соединения в стек, часто при этом производится физическое объединение внутренних шин. При соединении в стек у таких коммутаторов сохраняется основная часть функций.
Нестековый коммутатор не имеет специальных портов и имеет крайне ограниченную функциональность (или вовсе не имеет) при соединении в стек.
Как правило, стековое соединение между коммутаторами осуществляется со скоростью передачи данных, в 2 и более раз большей, чем скорость передачи по портам коммутатора.
Среди стековых коммутаторов можно выделить коммутатор с неблокирующей архитектурой. Неблокирующий коммутатор имеет пропускную способность стекового порта, равную сумме пропускных способностей всех остальных портов. То есть в таких коммутаторах отсутствует блокировка трафика при обмене между соединенными в стек коммутаторами.
Объединение коммутаторов в стек для разных коммутаторов осуществляется следующими способами:
- При помощи специальных портов коммутаторов для объединения в стек (при помощи специального кабеля)
- При помощи патч-кабелей Ethernet (в том числе и нескольких для кратного увеличения скорости); при этом в настройках коммутаторов соединяемые этим кабелем порты объявляются портами для стекирования
- При помощи кабелей с оконечными разъемами SFP, GBIC и пр.

Некоторые стековые сетевые коммутаторы в случае сбоя автоматически соединяют входной и выходной разъемы стека, пропуская сетевой трафик сквозь себя.
Стек позволяет объединять лишь небольшое количество коммутаторов (до 4, 8 или 16 у разных моделей), находящихся на небольшом расстоянии друг от друга.